# سوند برینکمن
سوند برینکمن (به انگلیسی: Svend Brinkmann) استاد دانمارکی روانشناسی در گروه ارتباطات و روانشناسی در دانشگاه آلبورگ، دانمارک است.

## کتاب‌‌های ترجمه شده
| عنوان             | سال  | مترجم             | ناشر               | توضیحات                                       |
| ----------------- | ---- | ----------------- | ------------------ | --------------------------------------------- |
| فضیلت کناره گرفتن | ۱۳۹۹ | محمد ملاعباسی     | ترجمان علوم انسانی | با محوریت هنر خویشتن‌داری در عصر افراط         |
| محکم بایست        | ۱۴۰۰ | عرفانه محبی جهرمی | ترجمان علوم انسانی | با محوریت هنر مقاومت در برابر جنون خود بهسازی |
| ایستگاه‌ها         | ۱۴۰۰ | علیرضا صالحی      | ترجمان علوم انسانی | با محوریت ده ایده کهن برای زندگی در جهانی نو  |